# Extreme Ghostbusters
Extreme Ghostbusters (Cazafantasmas: la nueva generación en Hispanoamérica y El regreso de los Cazafantasmas en España) es una serie animada de televisión derivada de la serie Los Verdaderos Cazafantasmas y forma parte de la franquicia Cazafantasmas. La serie se transmitió originalmente en el otoño de 1997 y cuenta con un equipo de jóvenes cazafantasmas de nivel universitario que son guiados por el veterano cazafantasmas Egon Spengler.

## Argumento
La historia en esta serie transcurre después del final de Los Verdaderos Cazafantasmas, donde el equipo original ya no tiene su fuente de trabajo por falta de actividad sobrenatural y por tanto, cierran el negocio, tomando cada miembro su propio camino por separado. Todos menos el Dr. Egon Spengler, quien todavía vive en la estación de bomberos para vigilar la Unidad de Contención donde atraparon a los fantasmas en el pasado, continuar sus investigaciones y estudios e impartir clases sobre lo paranormal en una universidad local.
Sin embargo, una excavación en el Metro de Nueva York libera diversas fuerzas espectrales que estaban encerradas y por tanto, los fantasmas empiezan a reaparecer. Cuando esto ocurre, Egon se ve obligado a contratar a cuatro estudiantes como los nuevos Cazafantasmas: ellos son Kylie Griffin, una chica gótica genio y experta en lo oculto; Eduardo Rivera, un vago cínico de origen español; Garrett Miller, un joven atleta con discapacidad que utiliza una silla de ruedas y Roland Jackson, un estudioso genio de las máquinas afroamericano. Quienes completan el equipo son Janine Melnitz, anterior secretaria de los Cazafantasmas, y Slimer, un espíritu glotón que funge como alivio cómico de la serie.
La serie sigue las aventuras de esta "nueva generación" de Cazafantasmas en su búsqueda y captura de fantasmas por toda Nueva York y en ocasiones más allá de la ciudad. La serie está diseñada como una comedia sobrenatural, siguiendo la tendencia marcada por su predecesora, pero con un aire actualizado de mediados de los 90's. Esto se refleja en el uso de una versión rock/funk de la canción de Ray Parker Jr. "Ghostbusters", escrito originalmente como tema de apertura en la película por Jim Latham e interpretada por el actor de voz Jim Cummings. Temas recurrentes en toda la serie son el aprendizaje del nuevo equipo para trabajar juntos pese a sus diferencias personales, el afecto no correspondido de Janine hacia Egon, la relación amor/odio entre Kylie y Eduardo, y los enfrentamientos frecuentes de los Cazafantasmas con autoridades del gobierno que no creen en su trabajo.

## Personajes y elenco
- Egon Spengler (voz de Maurice LaMarche y doblada por Martín Soto). El único cazafantasmas del equipo original que asume un papel regular en la nueva serie. Egon se pone en el papel de guía y maestro para el nuevo equipo de cazafantasmas. Todavía vive en la estación de bomberos con Slimer, lo que permite rehabilitar la sede para reconstituirse como el cuartel de los Cazafantasmas, cuando la actividad paranormal comienza de nuevo. Por lo general, deja el trabajo de campo a los nuevos miembros, optando por proporcionar respaldo e información sobre su adversario actual desde el cuartel general, pero se les une a la acción cuando la situación se agrava y requiere de su presencia.

- Janine Melnitz (con la voz de Pat Musick y doblada por Rocío Garcel). Es la secretaria original de los Cazafantasmas, y se reencuentra con Egon para tomar la materia de Paranormal 101 en las clases de la Universidad de Columbia. Al igual que Egon, vela por el nuevo equipo y en ocasiones aporta una parte activa como cazafantasmas. Se encarga de las labores de contabilidad del equipo y relaciones públicas.

- Kylie Griffin (voz de Tara Strong, acreditada como Tara Charendoff y doblada por Ishtar Sáenz). Una chica gótica y reservada, y la única miembro que poseía algunos conocimientos paranormales antes de integrarse como cazafantasmas, ya que era alumna de Egon. Éste temía más por la seguridad de Kylie al inicio de la serie pero ella pronto se convierte en algo similar a la líder no oficial en el campo, después del mismo Egon. La aparente calma de Kylie a menudo la establece como contrapartida respecto a la impetuosidad de Eduardo, como parte de su relación amor/odio entre ambos. Ella es también la que más comúnmente activa las trampas para fantasmas. En el episodio "Grease" se revela que sus padres se divorciaron y actualmente vive sola con su gato "Pagano". Kylie también sirve como el punto más visible del contraste entre el posmodernismo nihilista de finales de los 90, y las series animadas mucho más alegres y modernistas de los 80's. En "Fear Itself" se revela que Kylie tiene miedo a los gusanos.

- Eduardo Rivera (voz de Rino Romano y doblada por Alfonso Obregón). Al principio se revela como un tipo vago, sarcástico y algo despistado, además de no creer en fantasmas. Sin embargo, Eduardo se constituye en parte integral del equipo gracias a su determinación. Eduardo guarda analogía con el cazafantasmas original Peter Venkman, ya que al igual que Venkman, Eduardo es sarcástico, tiene una inclinación para el jugueteo con mujeres atractivas, es poco científico y constantemente hace referencias a la cultura pop. Eduardo mantiene una relación tirante con Kylie, aunque reveló en "In Your Dreams" que tiene sentimientos íntimos sinceros por ella. En "Rage", Eduardo revela tener un hermano mayor, Carlos "Carl" Rivera, un oficial de policía de Nueva York que odia a Eduardo por ser un cazafantasmas. En "Fear Itself", se revela que Eduardo tiene miedo de la muerte (sobre todo la suya). Como frase característica, suele decir "Somos científicos" y "Están muertos".

- Roland Jackson (voz de Alfonso Ribeiro y doblada por Carlos Íñigo). El mecánico del grupo. Roland es el más sensato y mecánicamente dotado del nuevo equipo. Junto con Egon ayuda a reparar y mejorar los paquetes de protones y el Ecto-1. Roland enfoca lo paranormal desde un punto de vista práctico, y en el episodio "Fear Itself" revela que su único temor es que su equipo de Cazafantasmas no funcione. En "Grundelesque" se revela que Roland tiene un hermano más joven y muy travieso de quien (al principio) se niega a creer que es un alborotador.

- Garrett Miller (voz de Jason Marsden y doblada por José Antonio Macías). A pesar de estar confinado a una silla de ruedas, Garrett tiene una actitud muy asertiva y no está resentido por su estado físico. Es el más testarudo y entusiasta de los nuevos Cazafantasmas, y a menudo alega que solo está en el equipo por la adrenalina que le produce atrapar fantasmas. En el episodio "Grease" se revela que Garrett nació con la incapacidad para caminar y a lo largo de la serie siempre se burla de su "condición". En "Fear Itself" se revela que Garrett es claustrofóbico (aunque nunca se lo diga a nadie). Garrett es el único cazafantasmas en la historia de la franquicia del que nunca se hizo una figura de acción (de todos los demás Cazafantasmas se han fabricado por lo menos otros dos juguetes, incluyendo a Louis Tully y Janine Melnitz). Su frase característica es: "¡Nunca subestimen la capacidad de los discapacitados!".

- Slimer (voz de Billy West y doblada por Herman López). Slimer sigue siendo quien menos cambia de todos los personajes en términos de personalidad. Sin embargo, se le da un enfoque menos caricaturesco respecto a las series anteriores.

## Mercadería
La serie de dibujos animados generó una línea de figuras de acción lanzadas por Trendmasters. La línea incluía a Roland, Eduardo, Kylie y varios fantasmas, así como una versión actualizada de Egon Spengler y el Ecto-1; había un prototipo de una figura de Garrett que no fue liberada. También se lanzó un juego de rol Proton Pack y la Trampa de fantasmas.

### Video para el hogar
En 1999, Columbia TriStar Home Video lanzó tres volúmenes en VHS de la serie que actualmente se han agotado. Estas cintas de video estaban disponibles para su compra por separado o como un conjunto empaquetado en caja que contiene los tres volúmenes. Los episodios incluidos en los volúmenes VHS fueron:
- Volumen 1: "Darkness at Noon, Part 1" y "Darkness at Noon, Part 2"
- Volumen 2: "The Infernal Machine" y "Grundelesque"
- Volumen 3: "Back in the Saddle, Part 1" y "Back in the Saddle, Part 2"

Un conjunto de DVD de dos discos sobre la serie se lanzó en Australia el 2 de junio de 2009 y en el Reino Unido el 15 de junio del mismo año, junto con Alemania, Italia y los Países Bajos, todos contienen los primeros trece episodios de la serie, con ligeras ediciones en la versión para el Reino unido.
Actualmente no hay ningún plan para lanzar la serie en DVD en los Estados Unidos.
El primer conjunto se relanzó en el Reino Unido el 27 de junio de 2016, una vez más con los primeros 13 episodios.